# Poundbury

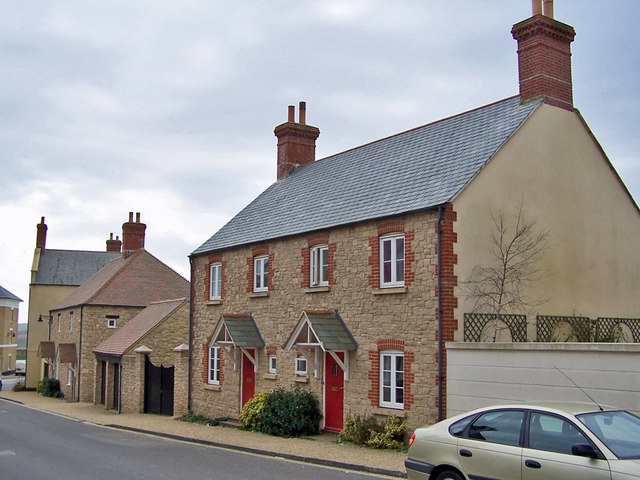
Nya hus i gammal stil i Poundbury.

Poundbury är en nybyggd del av småstaden Dorchester i södra England. Byggandet påbörjades 1993 och beräknas vara avslutat 2026 då cirka 5 800 personer ska bo i stadsdelen. Poundbury är byggd enligt de principer som Storbritanniens dåvarande kronprins Charles, blivande kung Charles III, lade fram 1989 i sin bok A vision of Britain. Han tog där avstånd från den modernism som han ansåg hade förfulat brittiska städer och förespråkade i stället en återgång till en mer småskalig och harmonisk byggnadsstil.

## Bakgrund
Den brittiske kungen Charles III har länge varit engagerad i frågor om stadsplanering och arkitektur. I boken A vision of Britain (1989) kritiserade han modernistiskt byggande i London som han ansåg hade skadat staden. Han lade fram tio principer som borde följas vid stadsplanering, bland annat:
- Mänsklig skala. Byggnader och platser ska inte överväldiga eller alienera människor.
- Byggnader ska vara individuella, men samtidigt fungera tillsammans med närliggande byggnader.
- Privata och offentliga platser ska vara tydligt urskiljbara, liksom stad och landsbygd.
- De boende ska vara delaktiga i utformningen.

Boken blev mycket uppmärksammad. Många instämde i prinsens kritik av modernismen men han blev själv också kritiserad av arkitekter som menade att han var en dilettant som inte förstod sig på byggnadskonst.

## Historik

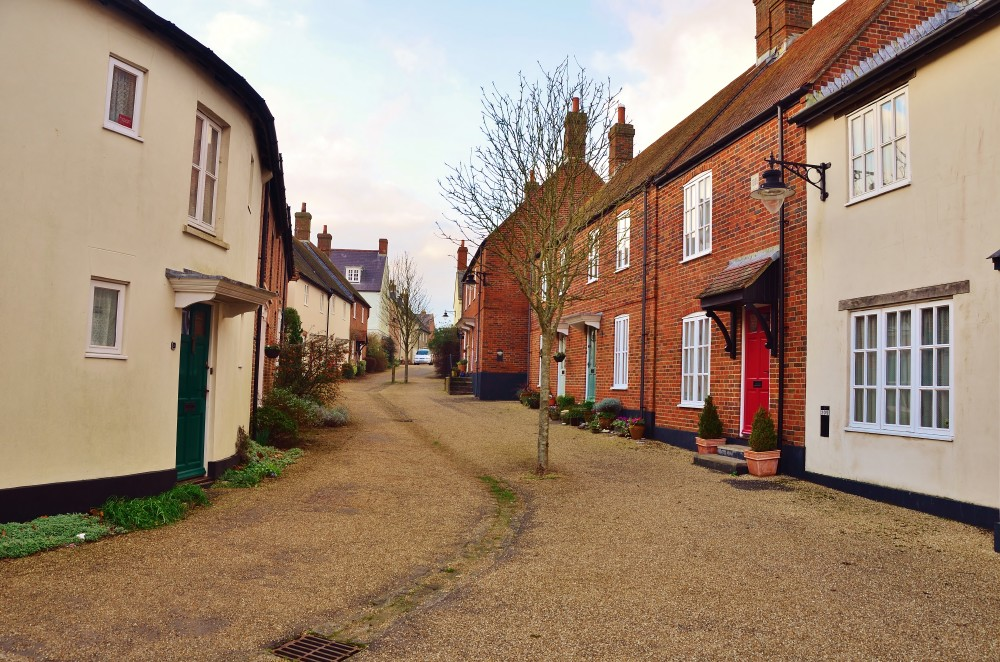
Gata som prioriterar gångtrafik framför bilar.

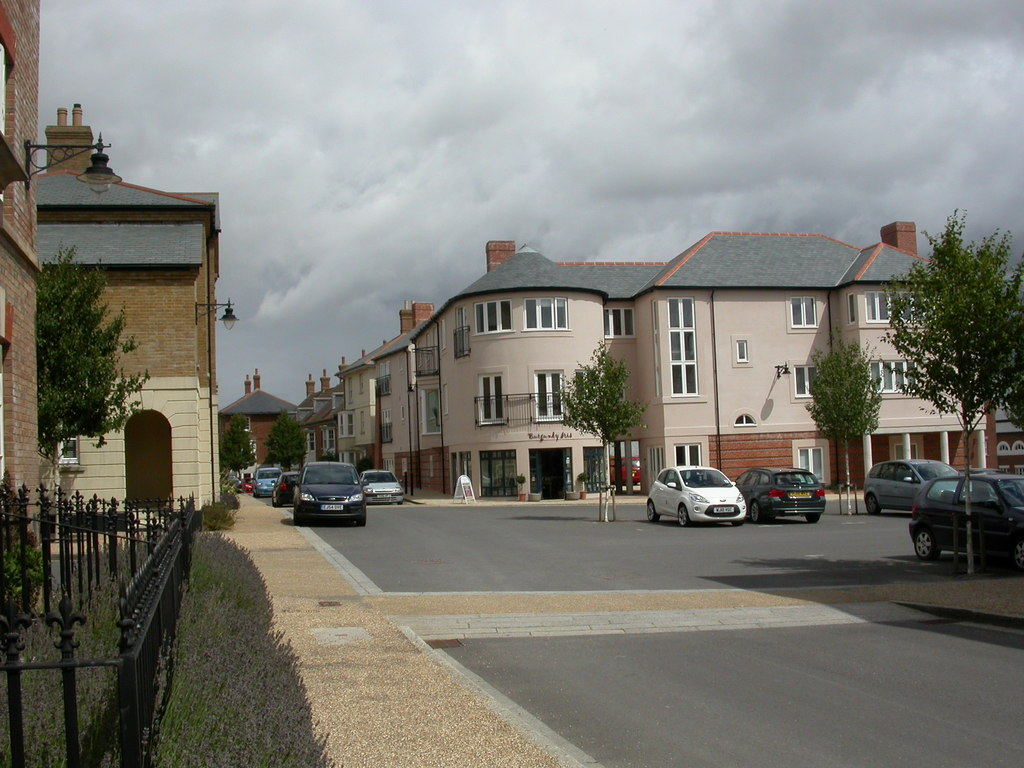
Småstadsmiljö i Poundbury.

Som tronföljare var Charles hertig av Cornwall och därmed en av Storbritanniens största jordägare. Han ägde bland annat mark i grevskapet Dorset i södra England. Han har där fått möjlighet att omsätta sina idéer i praktiken vid utformningen av en ny del av staden Dorchester, en stad med anor från romartiden och med cirka 20 000 invånare.
1988 gav prins Charles arkitekten och stadsplaneraren Léon Krier uppdraget att utarbeta en övergripande plan för det som skulle bli Poundbury. På ett 1,6 kvadratkilometer stort område väster om Dorchester skulle Krier utforma ett nytt integrerat bostads- och verksamhetsområde. Han skulle därvid följa de riktlinjer som Charles skisserat i A vision of Britain. Planen utformades i samarbete med boende i Dorchester och andra intressenter. Själva byggandet startade 1993. Arbetet har därefter fortskridit i etapper och beräknas vara avslutat 2026. Poundbury ska då ha cirka 5 800 invånare.

## Staden
Poundbury har flera drag som är typiska för nyurbanism, såsom småskalighet och väl definierade stadsrum. Gatunätet är slingrande. Gångtrafik prioriteras framför bilism.
Till skillnad från många bostadsområden som vuxit fram efter andra världskriget är boendet här integrerat med affärsverksamhet och tillverkning. Cirka en fjärdedel av bostäderna görs tillgängliga för låginkomsttagare genom olika former av subventioner. Poundbury blir på så vis också en socioekonomiskt blandad stadsdel. Jämfört med andra brittiska förorter är befolkningstätheten i Poundbury dubbelt så hög genom att man satsat på lägenheter i stället för på villaområden. Det ger samhället en tydlig stadskänsla.
Poundbury har vuxit fram i etapper med olika arkitekter, område efter område. Ägarna har följt ett övergripande formspråk men haft stor frihet att utforma sina egna hus. Man har velat spegla den arkitektur som finns i Dorchester, samtidigt som man har hämtat stilelement från äldre tiders arkitektur; nyklassicism, regency (tidigt 1800-tal) och andra perioder - en stilblandning som kallats postmodern. Det rör sig oftast om två- eller trevåningshus med tegelfasader eller med putsade fasader i olika färger. Garagen är väl dolda bakom husen. Parabolantenner är inte tillåtna.
Man har från början strävat efter skapa en miljövänlig stad med driftsnåla värmesystem och ekologisk avfallshantering men har kanske inte lyckats fullt ut. Man skaffade 2012 två batteridrivna bussar som skulle förbinda Poundbury med järnvägsstationen i Dorchester, men tekniska problem gjorde att dessa efter några år ersattes av dieselbussar. En anläggning omvandlar matavfall från restauranger (men inte hushåll) till metangas. Ännu 2019 finns inga vindkraftverk eller solpaneler på taken. En del skyller det på motstånd från prins Charles, andra på motstånd från boende.

## Kritik och beröm
Modernistiska arkitekter har varit mycket kritiska, har kallat det pastisch, brackig nostalgi och ”ett feodalt Disneyland” . Den från början hårda kritiken har dock mattats av med tiden och Poundbury har rentav setts som ett föredöme. De boende och besökarna verkar vara mycket nöjda med en trivsam stad.